# رینا ماتسونو
رینا ماتسونو (انگلیسی: Rina Matsuno; ۱۶ ژوئیهٔ ۱۹۹۸ – ۸ فوریهٔ ۲۰۱۷) خواننده، بازیگر، بازیگر خردسال، و مدل (شخص) اهل ژاپن بود.